# Alex Schwager
Alex Schwager ist ein ehemaliger Schweizer Orientierungsläufer.
Schwager, der 1963 und 1968 die Schweizer Meisterschaft im Einzel gewann, startete bei den ersten beiden Europameisterschaften 1962 und 1964 sowie bei den ersten beiden Weltmeisterschaften 1966 und 1968. Dabei gewann er 1964 im schweizerischen Le Brassus die Vizeeuropameisterschaft im Einzel durch einen zweiten Platz hinter dem Finnen Erkki Kohvakka. 1966 und 1968 wurde er 16. und 15. der Weltmeisterschaften. Mit der Schweizer Staffel wurde er dreimal in Folge Vierter, wobei Staffeln aus Skandinavien stets die ersten drei Plätze belegten.

## Platzierungen
| Weltmeisterschaften | Einzel | Staffel |
| ------------------- | ------ | ------- |
| 1966 Fiskars        | 16.    | 4.      |
| 1968 Linköping      | 15.    | 4.      |

| Europameisterschaften | Einzel | Staffel |
| --------------------- | ------ | ------- |
| 1962 Løten            | 12.    |         |
| 1964 Le Brassus       | 2.     | 4.      |